# 采埃孚
采埃孚公司（ZF Friedrichshafen AG，又名，简称ZF）是德国的一家股份有限公司（德語：Aktiengesellschaft, AG），总部位于德国西南部巴登-符腾堡州的腓特烈港。主要从事工程学以及汽车工业领域内的设计、研发、制造，是全球性的轿车、商用车传动和底盘技术供应商，同时涉足海运、国防和航空工业及基础工业设备。在27个国家有123个产地。

## 历史
公司于1915年在德国腓特烈港成立，时为齿轮厂，为飞艇和其他飞行器生产齿轮。
1919年转向汽车市场，凡尔赛和约更推动了这一转变。1920年，公司申请ZF Soden变速器的专利。次年由于魏玛共和国出现通货膨胀、投资恐慌，公司以腓特烈港齿轮厂股份有限公司（Zahnradfabrik Friedrichshafen AG）的名称上市，齐柏林公司掌握80%股份，价值400万马克。1929年，在汽车工业的飞速发展推动下，公司推出了汽车用的ZF Aphon变速器。1932年获准推出转向系统，即今日的ZF Lenksysteme GmbH。1944年8月3日，工厂成为美军空军第15梯队次要目标而被炸。早在1942年9月20日，阿尔伯特·斯佩尔就已提醒希特勒注意这家工厂的坦克生产和轰炸机联合进攻第二次对施威因伏特空袭的重要性。

### 二战后
1953年向全球发布商用车用全同步变速器。1961年开发轿车用自动变速器。ZF 3HP20变速器可与同一公司生产的手动变速器互换，1969年开始批量生产，随后大受好评。20世纪60年代，采埃孚为DKW、宝马等德国各大汽车厂，以及标致、阿尔法·罗密欧提供变速箱。1977年开始批量生产商用车自动变速箱。
70年代在全球开办子公司和工厂，公司开始向印度、韩国拓展业务。1984年控股Lemförder Metallwaren公司，即今ZF Lemförder GmbH。1986年开始在美国佐治亚州盖因斯维尔为皮卡生产变速箱。20世纪80年代中期，采埃孚进入亚洲，同期也成为福特的主要供应商之一。
1991年，ZF 5HP18成为最早的轿车用五速自动变速箱，用于宝马E36 320i/325i和E34 5系列。1994年开发重载商用车自动变速器。1999年在全球最早推出六速自动变速器，2001年投产，最早用于宝马7系，如今年产约一百万台。
2001年收购Mannesmann Sachs AG，改为ZF Sachs GmbH。2002年推出世界首台卡车、客车用四点联（4-point link）底盘模组。2003年产出首台轿车主动转向系统。2004年，福特开始批量采用采埃孚出品的轿车无级变速器。2005年第一千万个气囊、第五百万组轿车车轴系统和第二百万套“Servolectric”电助力转向系统下线，次年第一千万套轿车自动变速箱下线。2007年，全世界最早的八速自动变速器之一ZF 8HP变速器号称燃油经济性比普通六速自动变速器高11%。2009年开始生产。2008年将生产键盘的Cherry公司并购入ZF Electronics GmbH Corporate分部。
2014年9月15日采埃孚以每股105.60美元現金斥資135億美元的價格收購了美國天合汽車集團(TRW Automotive Holdings Corp.)，合併后的公司將成為全球第二大汽車零部件製造商。
2019年3月29日采埃孚以每股136.50美元斥資70億美元現金收購汽車零部件供應商威伯科

## 产品
公司在全球有六个研发中心，每年向研发工作投入约5%的销售收入。
采埃孚的产品包括：轿车、卡车、客车的自动变速器、手动变速器、底盘部件（球头、稳定棒、控制臂）、减震器、电子抑制系统、齿轮、液力变矩器、差速器、轴等。
ZF Lenksysteme分部（1999年采埃孚转向系统分部与博世公司组建的资本比例50:50的合资公司）生产转向系统和部件、电助力转向和主动转向。2014年，采埃孚与博世公司达成协议，将其持有的ZF Lenksysteme股份全部转让给博世公司。
ZF Lemförder和ZF Sachs AG主要经营原厂设备和汽车制造业售后服务。

## 海外事务

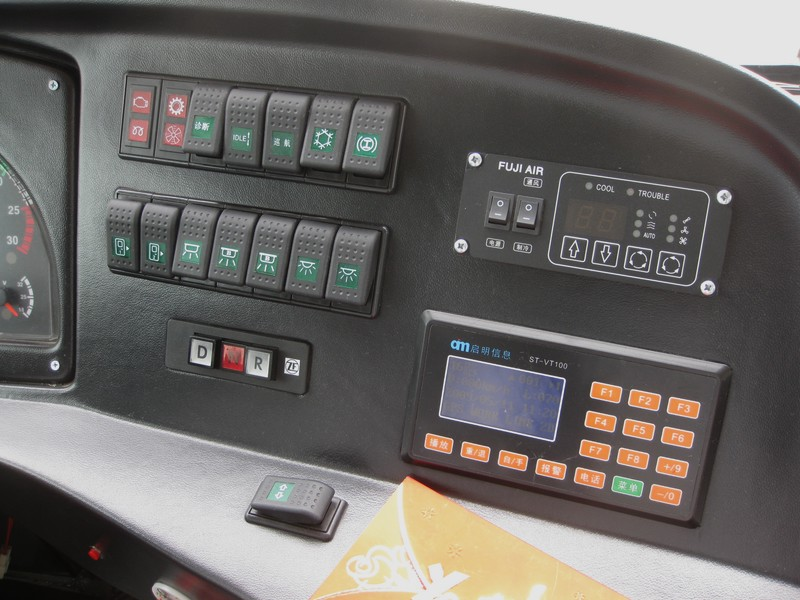
大连公交16路的金陵牌双层客车（型号JLY6120SCK）配备的采埃孚（ZF）自动变速器（左下角三个按钮）

采埃孚的主要市场是欧洲，其次是亚太地区、北美、南美、中东和非洲。
- 1973年以来，采埃孚就在英国占有重要地位。达拉斯顿的生产基地向英国汽车制造业提供零件，包括美洲虎、宝马和陆虎。[13].

- 1994年11月13日，上汽股份和采埃孚投资组建上海采埃孚转向机有限公司，是目前中国最大的的转向机生产基地。[14]